# Chaum
Chaum là một xã thuộc tỉnh Haute-Garonne trong vùng Occitanie ở tây nam nước Pháp, nằm bên tuyến Route nationale 618 cũ.
Khu vực này có độ cao trung bình 475 mét trên mực nước biển.